# Julie Delpy
Julie Delpy (Paris, 21 de dezembro de 1969) é uma atriz, roteirista e diretora de cinema, bem como uma cantora e compositora, de nacionalidade franco-americana.
Filha do ator Albert Delpy e da atriz Marie Pillet, Julie Delpy estudou Cinema na Universidade de Nova Iorque. Vivendo entre os Estados Unidos e a França desde 1990, ela naturalizou-se cidadã americana em 2001, mantendo também sua cidadania de origem, a francesa. Ao longo de sua carreira ela tem atuado, escrito e dirigido mais de 30 filmes, entre eles Filhos da guerra ("Europa Europa", 1990), O viajante ("The Voyager", 1991), A igualdade é branca ("Trois couleurs: Blanc", 1993, o segundo filme da Trilogia das Cores, de Krzysztof Kieslowski), Antes do amanhecer ("Before Sunrise", 1995), Um lobisomem americano em Paris ("An American Werewolf in Paris", 1997), Antes do pôr-do-sol ("Before Sunset", 2004), 2 Dias em Paris ("2 Days in Paris", 2007), e Antes da meia-noite ("Before Midnight", 2013).
Como cantora, ela lançou em 2003 o álbum que leva o seu nome, que contém três faixas que foram reaproveitadas para a trilha de Antes do pôr-do-sol: "A Waltz For A Night", "An Ocean Apart" and "Je t'aime tant". Ela também gravou uma faixa composta pelo músico francês Marc Collin intitulada "Lalala", que foi utilizada quando nos créditos de encerramento de 2 dias em Paris, filme para o qual ela também compôs toda a trilha sonora, além de tê-lo escrito, dirigido e estrelado.
Foi duas vezes nomeada para o Oscar de melhor roteiro adaptado, pelos roteiros dos filmes Antes do pôr-do-sol e Antes da meia-noite, tendo também recebido, pelo último, uma nomeação para o Globo de Ouro de melhor atriz em comédia ou musical. Ela também recebeu três nomeações ao César, o prêmio máximo do cinema da França: a primeira em 1987, como melhor atriz revelação, por Sangue ruim ("Mauvais sang", 1986), depois em 1988, na mesma categoria, por "La passion Béatrice" (1987), e, por fim, em 2008, na categoria de melhor roteiro original, por 2 dias em Paris. Pela atuação em Antes do pôr-do-sol, ela foi recompensada com o Empire Award de melhor atriz.
Ela é mãe de Leo, nascido no início de 2009, cujo pai é o compositor alemão Marc Streitenfeld, com quem manteve um relacionamento entre 2007 e 2012.

## Filmografia
- Les Barbares (2024):... Joëlle

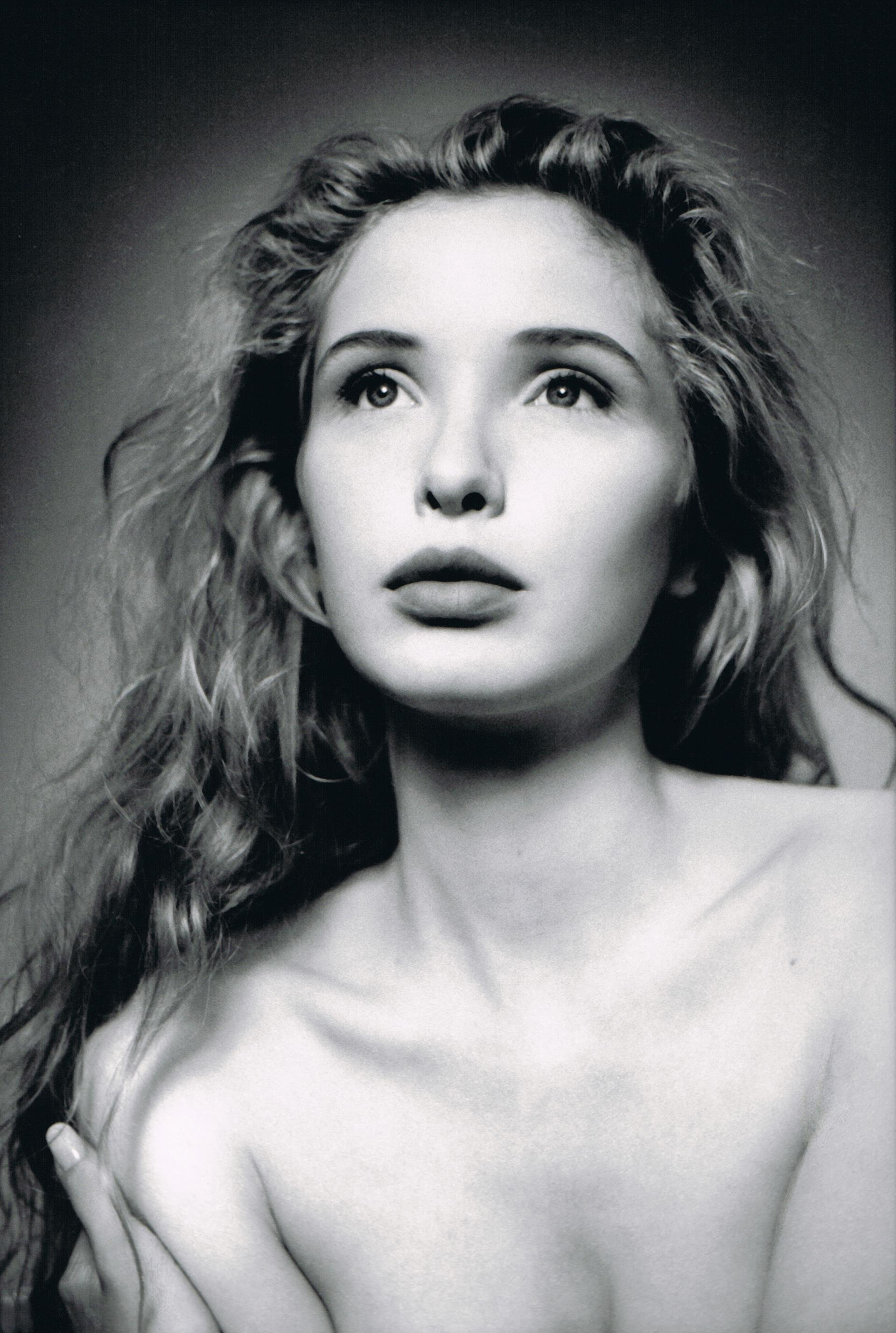
Julie em 1991.

- The Lesson (2023)... Hélène Sinclair
- My Zoe (2019) .... Isabelle
- Burning Shadow (2018) .... Mrs. Looper
- The Bachelors (2017) .... Carine
- Os Vingadores: A Era de Ultron (2015) .... Madame B
- Before Midnight (2013) .... Celine
- 2 Days in New York (2012) ... Marion
- Les passages (2012) ... Anna
- Le Skylab (2011) ... Anna
- The Countess (2009) ... Erzsébet Báthory
- 2 Days in Paris (2007) .... Marion
- The Hoax (2006)
- 3 & 3 (2005) .... Charlotte
- The Legend of Lucy Keyes (2005) .... Jeanne Cooley
- Broken Flowers (2005) .... Sherry

- Before Sunset (2004) .... Celine

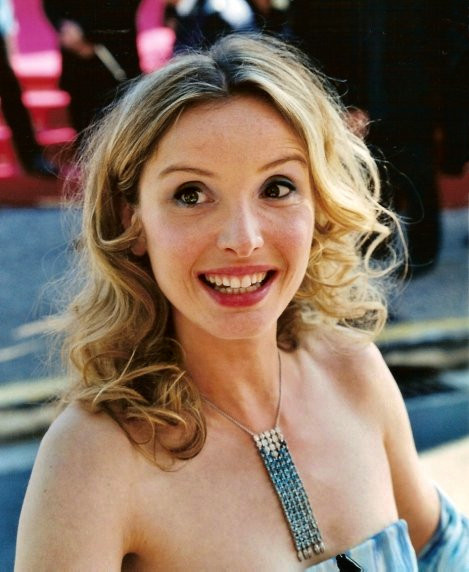
Delpy no Festival de Cannes em 2002

- Notting Hill Anxiety Festival (2003) .... Charlotte
- Looking for Jimmy (2002) .... Al
- Villa des roses (2002) .... Louise Créteur
- CinéMagique (2002) .... Marguerite
- Beginner's Luck (2001) .... Anya
- Waking Life (2001) (voice) .... Celine
- MacArthur Park (2001/I) .... Wendy
- Investigating Sex (2001) .... Chloe
- Sand (2000) .... Lill
- But I'm a Cheerleader (1999) .... Lésbica de batom
- The Passion of Ayn Rand (1999) .... Barbara
- The Treat (1998) .... Francesca
- L.A. Without a Map (1998) .... Julie
- Alleys and Motorways (1997) (V)

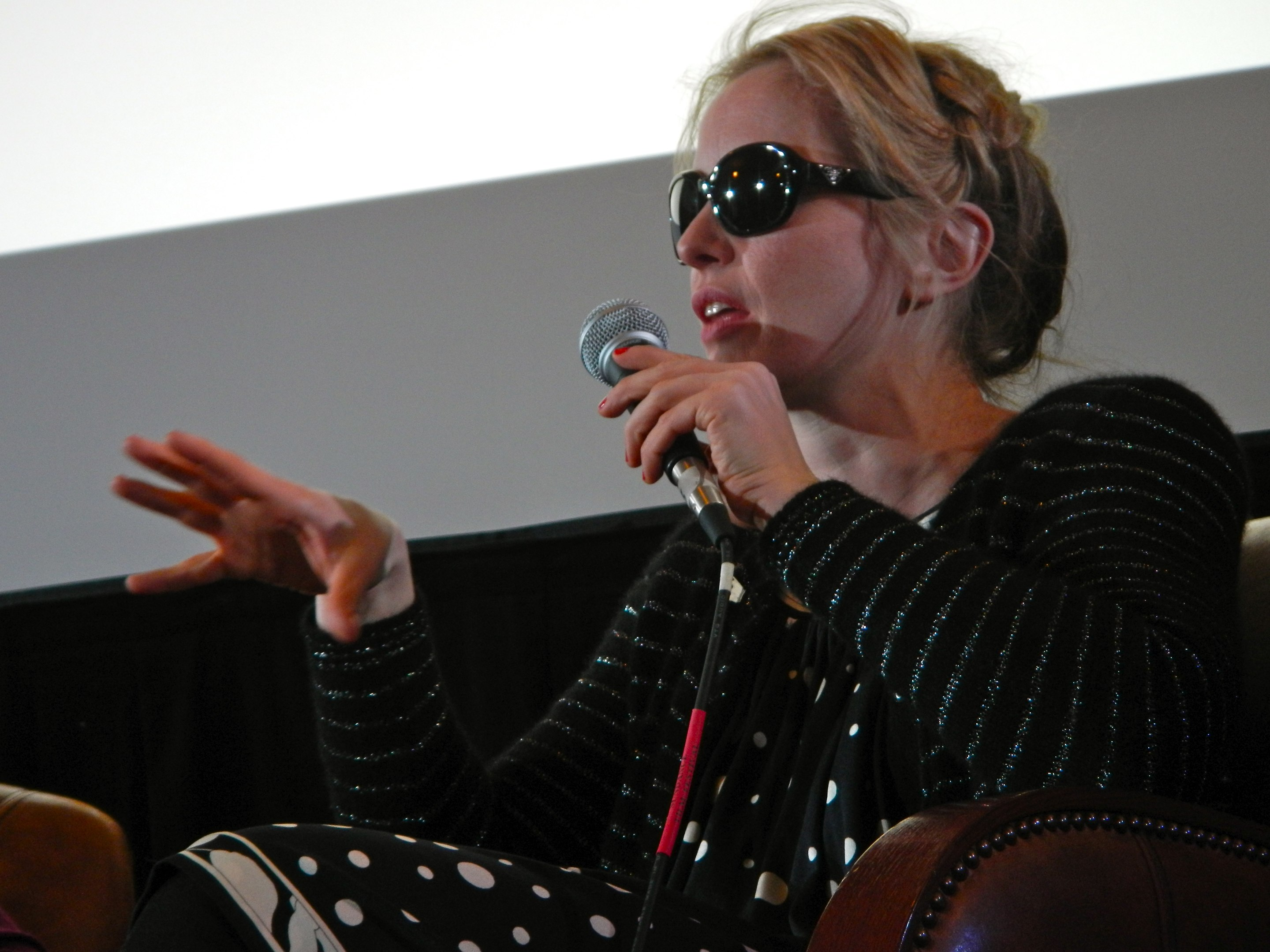
Sundance Cinema Café, em 25 de janeiro de 2012

- An American Werewolf in Paris (1997) .... Serafine Pigot
- Les mille merveilles de l'univers (1997) .... Eva Purpur
- Tykho Moon (1996) .... Lena
- Before Sunrise (1995) .... Celine
- Blah Blah Blah (1995)
- Killing Zoe (1994) .... Zoe
- Trois couleurs: Rouge (1994) .... Dominique
- Trois couleurs: Blanc (1994) .... Dominique
- Warszawa. Année 5703 (1992) .... Fryda
- Homo Faber (1991) .... Sabeth
- Les dents de ma mère (1991) .... Julie

- Europa Europa (1990) .... Leni

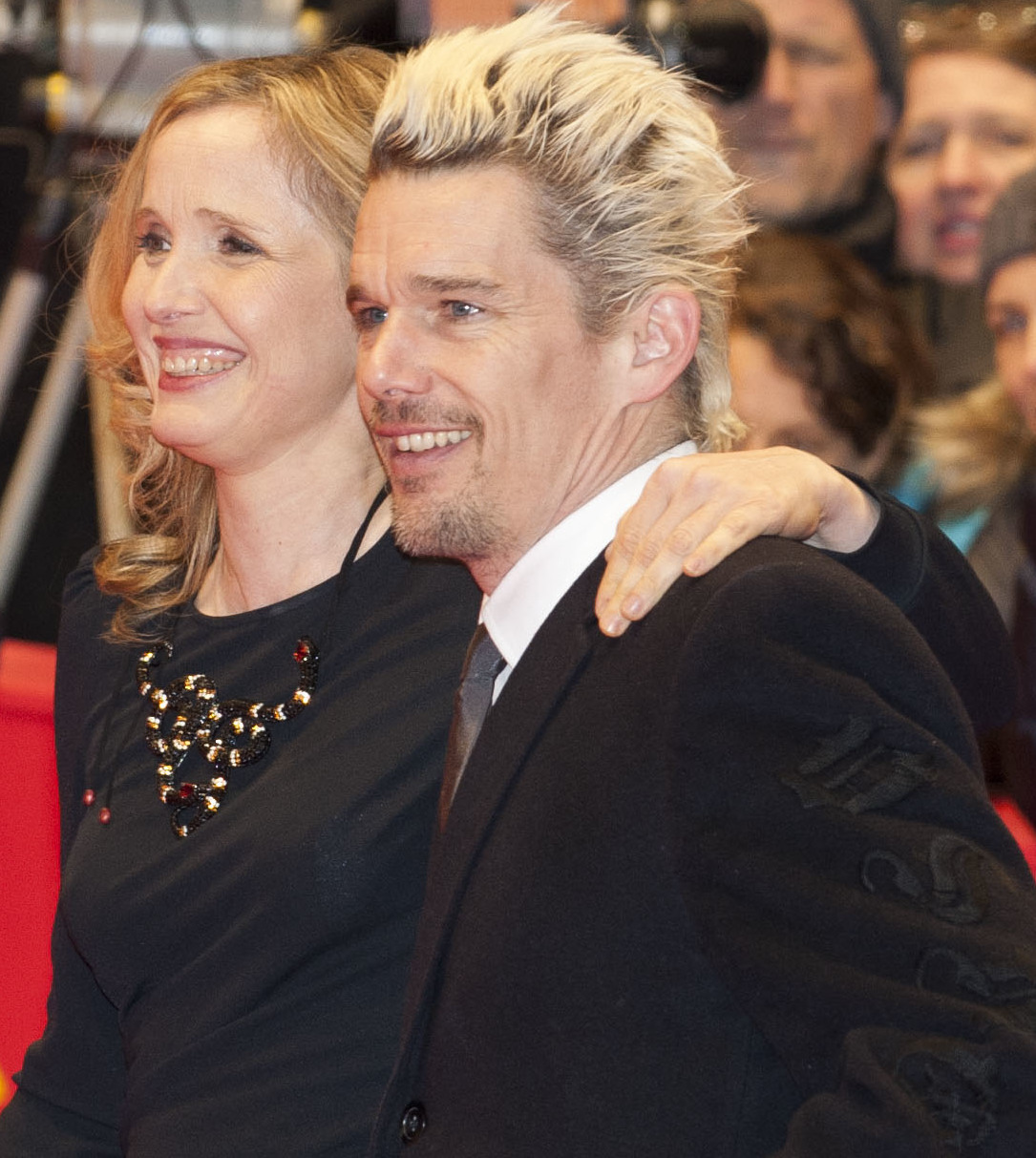
Com Ethan Hawke, na premiére de Antes da meia-noite, em 11 de fevereiro de 2013

- La noche oscura (1989) .... Virgin Mary
- L'autre nuit (1988) .... Marie
- King Lear (1987) (não creditada) .... Virginia
- Passion Béatrice, La (1987) .... Beatrice
- Mauvais sang (1986) .... Lise
- L'amour ou presque (1985) .... Mélie
- Détective (1985) .... jovem sensata
- Classique (1985)
- Niveau moins trois (1982)
- Guerres civiles en France (1978) ... Julie Pillet

## Televisão
- Frankenstein (2004/I) (TV) .... Caroline Frankenstein
- Crime and Punishment (1998/I) (TV) .... Sonia